# Feel the Passion
"Feel the Passion" (ursprungligen på albanska: Kënga ime, svenska: min sång) är en sång framförd av den albanska sångerskan Aurela Gaçe. Låten representerade Albanien vid Eurovision Song Contest 2011 i Düsseldorf, Tyskland. Låten skrevs och komponerades av Shpëtim Saraçi och Sokol Marsi.
Inför Eurovision Song Contest gjordes låten om till en engelsk version, vilken presenterades den 14 februari 2011. Den nya låttiteln blev "Feel the Passion". Den 13 mars 2011 presenterades videon och den nya engelska versionen för allmänheten i TV-programmet Historia nis ketu på TVSH. Videon till låten spelades in i olika albanska städer som Shkodra, Butrint, Dhërmi och Gjirokastra och den regisserades av Albert Malltezi.
Aurela Gaçe, tillsammans med Shpëtim Saraçi, arbetade i New York fram en engelsk version av låten. Man tog dessutom hjälp av ett professionellt team med bland annat personer som arbetat tillsammans med Michael Jackson. Låten kom även, precis som med Juliana Pasha år 2010, att ha tre bakgrundssångare: Lamont Van Hook, Monet och Beverly. Gaçe lyckades inte ta sig vidare till finalen av tävlingen.
Låten finns, i en remixad version, med på Gaçes album från år 2012, Paraprakisht. Den engelska texten till låten är skriven av June Tailor Myftaraj.

### Fotnoter
1. ↑  Bakker, Sietse (25 december 2010). ”Aurela Gaçe wins Albanian ticket to Germany”. EBU. http://www.eurovision.tv/page/news?id=22763&_t=Aurela+Ga%C3%A7e+wins+Albanian+ticket+to+Germany. (engelska)
2. ↑  Hondal, Victor (25 december 2010). ”Aurela Gaçe to represent Albania in Eurovision 2011”. esctoday. Arkiverad från originalet den 27 december 2010. https://web.archive.org/web/20101227103100/http://www.esctoday.com/news/read/16400. (engelska)
3. ↑  Sahiti, Gafurr (14 februari 2011). ”Albania: Aurela to sing in English at Eurovision 2011”. EBU. Arkiverad från originalet den 16 februari 2011. https://web.archive.org/web/20110216083806/http://www.esctoday.com/news/read/16764. (engelska)
4. ↑  Hondal, Victor (13 mars 2011). ”Albania: Official video for Feel the passion to be presented tonight”. esctoday. Arkiverad från originalet den 15 mars 2011. https://web.archive.org/web/20110315180423/http://www.esctoday.com/news/read/17014. (engelska)
5. ↑  ”Shqiponja dizenjohet në fustanin e Aurelës”. aurelagace.com. 12 mars 2011. Arkiverad från originalet den 17 december 2014. https://web.archive.org/web/20141217130113/http://www.aurelagace.com/index.php?option=com_content&view=article&id=173&catid=11&Itemid=31&lang=en. Läst 13 mars 2011. (albanska)
6. ↑  ”Version në anglisht i “Kënga ime” nga bashkëpunëtorët e Michael Jackson”. aurelagace.com. 12 februari 2011. Arkiverad från originalet den 25 maj 2012. http://archive.today/2012.05.25-130700/http://aurelagace.com/index.php?option=com_content&view=article&id=168&catid=11&Itemid=31&lang=en. (albanska)